# Череняно
Череня̀но (на италиански: Ceregnano; на венециански: Sergnan, Сернян) е малко градче и община в Северна Италия, провинция Ровиго, регион Венето. Разположено е на 5 m надморска височина. Населението на общината е 3798 души (към 2012 г.).